# 萬那杜人
瓦努阿图人為瓦努阿图共和國的主要民族，在語言學分類上屬於南島語系，目前仍保有自己的語言和文化。

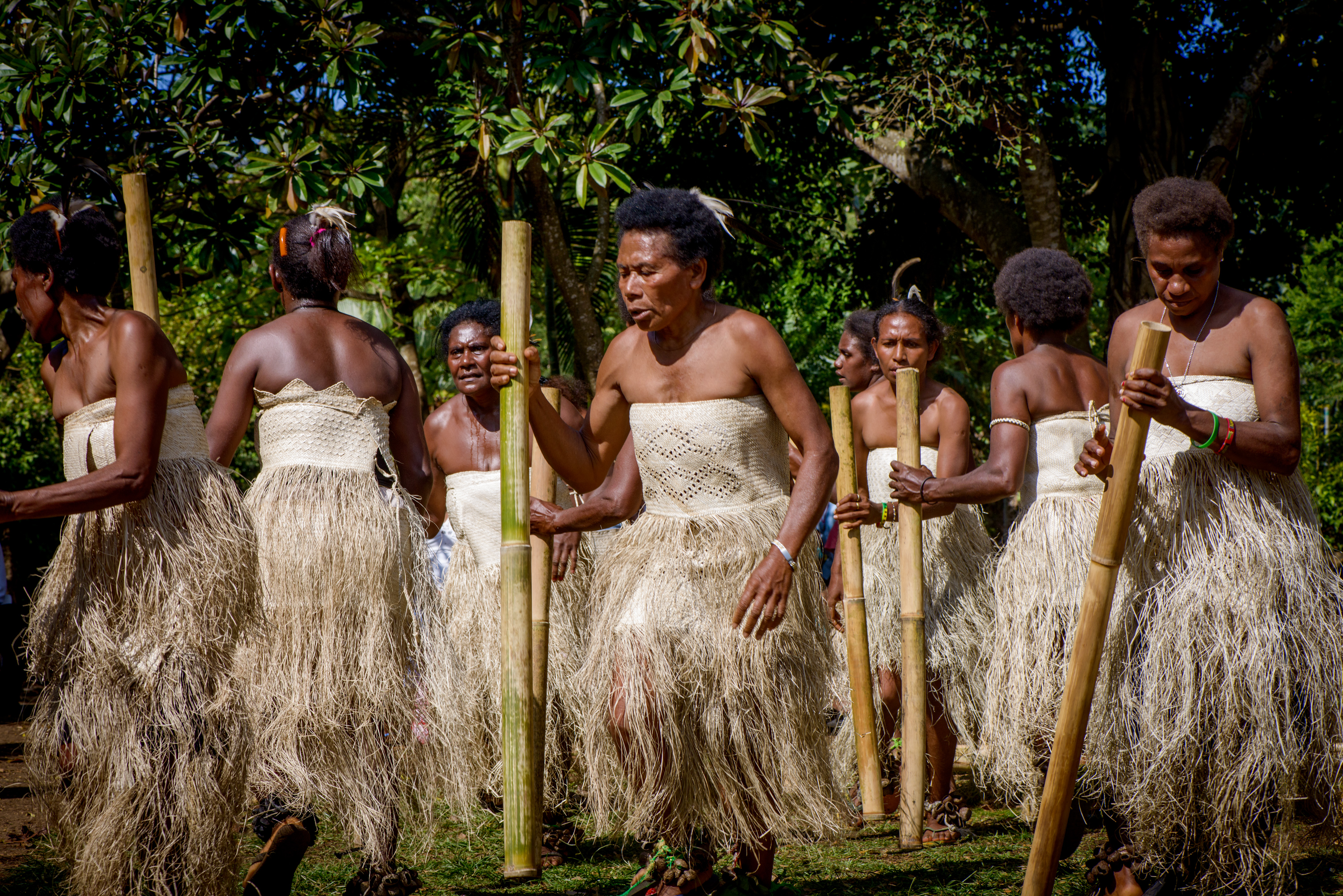
瓦努阿图女人

## 民族分佈、人口與語言

### 民族分布

萬那杜位置

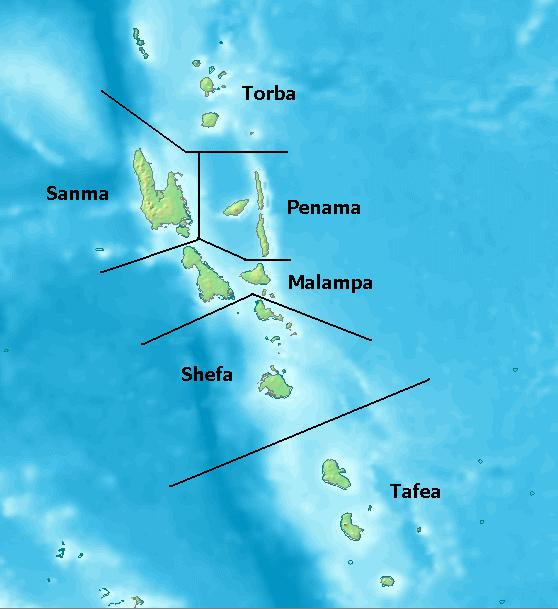
萬那杜行政區劃

萬那杜人分布在南太平洋島國萬那杜共和國境內的60多個島嶼上。

### 人口
約有273,946人。根據2016年的資料估計

### 語言
萬那杜人使用的語言是當地的南島語(占63.2%)和三種官方語言：比斯拉馬語(33.7%)、英語(2%)、法語(0.6%)，及其他語言(0.5%)。根據2009年的資料。

## 地理環境
萬那杜人居住的萬那杜共和國由80多個火山島組成，其中約有65個是有人居住的。位處熱帶氣候，5月至10月受東南信風吹拂，11月至隔年4月為主要雨季，12月至隔年4月間有機會受到氣旋侵襲。

## 歷史沿革
考古證據指出3300年前，南島民族首先來到萬那杜。 當地已發現了一些可追溯至1300到1100年前的陶器碎片。從口述歷史和傳說中收集到關於萬那杜人在歐洲勢力進入之前的歷史相當少。其中，17世紀時，有一個重要的國王羅伊·馬塔（Roy Mata），他統一了多個部落，死後被葬在一個山丘上，並有數個陪葬者。他的墳墓在1967年被法國考古學家何塞·加蘭傑（Jose Garranger）發現，也證實了這段口述歷史。羅伊·馬塔的墳墓也被聯合國教科文組織列為世界遺產。

## 社會、家庭與婚姻

### 社會制度
萬那杜人生命中每個階段都會舉行儀式，如出生、割禮、結婚、死亡等。

### 政治制度
萬那杜人在現代國家政治體制上屬議會共和制。

## 產業與生活
萬那杜人的產業以農業為主，其他產業則有漁業、金融業、觀光業、輕工業等。農產品有椰子、可可、咖啡、芋頭、山藥等，觀光人口主要來自澳洲和紐西蘭。
經濟發展上的問題有：1.容易受到天然災害影響。2.各個島嶼與主要市場的距離太遠。
2002年開始，政府透過加強航空連結、度假村開發、郵輪設施等措施積極推動觀光業的發展。

## 信仰與習俗
萬那杜人的信仰中，基督新教佔70％，羅馬天主教佔2.4％，傳統信仰3.7％，其他13.9％。

## 文學與藝術

### 文學
萬那杜人著名詩人Grace Mera Molisa，同時也是一名政治家和女權運動者，澳洲以「美拉尼西亞文化先鋒」、「萬那杜的發聲者，特別是為婦女。」來描述她。Molisa的著作：
1983年詩集《黑石》
1987年《殖民者：詩》
1995年《Pasifik paradaes》。

## 現況
萬那杜人在現代化的環境下依然保有自己的語言，且為萬那杜共和國的主要民族，在文化發展和保存上相對樂觀。